# Kunlun Station
Kunlun Station (Förenklad kinesiska: 昆仑站; traditionell kinesiska: 崑崙站; pinyin: Kūnlún Zhàn) är en av Kinas fyra forskningsstationer i Antarktis. Den ligger 4087 m ö.h. på Antarktisplatån, högre än någon annan antarktisk forskningsstation, sju km sydöst om Dome A. Platsen är en av de kallaste på jorden, och temperaturen kan ibland sjunka ned till −80 °C. Satellitmätningar tyder på att närliggande platser kan nå ned till −90 °C . Kunlun öppnades 27 januari 2009.
Kunlun är i första hand ett rymdobservatorium. Den kalla och rena luften samt avsaknaden av störande strålningskällor gör platsen ideal för detta ändamål. Redan från början fanns fyra teleskop (14,5 cm), och i ett samarbete mellan Texas A&M University (TAMU) och Beijing Astronomical Observatory planeras för tre små (50 cm) teleskop, som kommer att söka exoplaneter och supernovas.  I april 2012 installerades det första av dessa så kallade Antarctica Schmidt telescopes (AST3) på stationen, men tekniska problem har rapporterats. 
Ett stort infrarött teleskop, Kunlun Dark Universe Survey Telescope (KDUST), ska enligt planerna installeras senast 2020.